# Норовски псалтир
Норовският псалтир е среднобългарски пергаментен ръкопис в Държавния исторически музей (ГИМ), Москва (Увар. собр. № 285).
През 1835 – 1836 г. руският поклонник Авраам Сергеевич Норов (1795 – 1869) го закупил в лаврата (манастира) „Света Сава" край Ерусалим. Датира от началото на XIV век и съдържа Псалмите (включително три тропара и молитва след всеки раздел на Псалтира), деветте библейски песни, молебен канон към света Богородица и част от полунощната служба. В началото на Псалтира (лист 13а) има заставка и заглавна буква Б, украсени с животински фигури.
Според руския учен Анатолий Турилов Норовският псалтир и рукописите № 590 в софийската Национална библиотека „Св. св. Кирил и Методий“ (Служебник) и № III.а.49 в архива на Хърватската академия на науките и изкуствата (Псалтир) са дело на един и същ безименен преписвач.